# Mohammad Nasiruddin
 (mai 2019).
Mohammad Nasiruddin (bengali : মোহাম্মদ নাসিরউদ্দীন) est un journaliste bangladais, né en 1888 à Paikardi dans le district de Chandpur (présidence du Bengale) et mort le 21 mai 1994 à Dacca. Il est décoré de l'Ekushey Padak en 1977 puis du prix du Jour de l'Indépendance en 1984 par le gouvernement du Bangladesh,.

## Carrière
Nasiruddin publie le magazine illustré Saogat (en) le 2 décembre 1918. Mais en raison de problèmes financiers, la publication du périodique est suspendue en 1922. Elle reprend en 1926 et se poursuit sans interruption jusqu'en 1947. En 1926, Nasiruddin organise le Saogat Sahitya Majlis. À partir de 1946, il publie un autre magazine, nommé Begum (en). Après la partition de l'Inde en 1947, Nasiruddin s'installe à Dacca, au Bengale oriental, où Saogat est de nouveau publié à partir de 1954.
En 1985, Nasiruddin devient le premier président du conseil d'administration de l'Institut Nazrul (en)

## Récompenses
- Fellow de l'Académie Bangla (1975)
- Ekushey Padak (1977)
- Prix du Jour de l'Indépendance

En 1976, il crée la « médaille d'or Nasiruddin », qui récompense des écrivains et journalistes.